# Тарфая
Тарфа́я (араб. طرفاية‎, иногда пишется Тарфайя, в колониальный период Вилья-Бенс, исп. Villa Bens) — небольшой город на юго-западе Марокко.

## Описание
Тарфая находится в регионе Эль-Аюн-Буждур-Сегиет-эль-Хамра, на атлантическом побережье страны. Расположен в 100 км к северу от Эль-Аюна, в 213 км к юго-западу от города Тан-Тан, 340 км от Гулимина, 540 км от Агадира и 985 км от Касабланки. Ранее город был административным центром испанского анклава Сектор Тарфая, или Мыс Хуби (исп. Cabo Juby), переданного Марокко в 1958 году после войны Ифни. Население по данным на 2012 год составляет 5925 человек; по данным переписи 2004 года оно насчитывало 5615 человек.

## История
В 1882 году место, где сейчас находится Тарфая, было захвачено англичанами, построившими тут торговый пост «Каса-дель-Мар» (исп. Casa Del Mar), развалины которого сохранились до наших дней. Это вызвало недовольство кочевников, обратившихся к султану Марокко Хасану I, который договорился с англичанами, и последние в 1885 году ушли из Тарфаи. В 1912 году был заключён договор Испании и Франции с султаном Марокко, по которому сектор Тарфая перешёл под контроль Испании, и 29 июля 1916 года губернатор Рио-де-Оро Франсиско Бенс официально ввёл туда войска. По его имени город назывался Вилья-Бенс.
Был передан Марокко после войны Ифни в 1958 году.
В ноябре 1975 года в окрестностях Тарфаи, как ближайшего к границе Западной Сахары городу Марокко, был разбит палаточный лагерь участников Зелёного марша, в котором жили до 350 тысяч человек. Площадь лагеря достигала 70 км2.
В начале 2008 года было открыто паромное сообщение между Тарфаей и Пуэрто-дель-Росарио на острове Фуэртевентура. Паром «Ассалама» испанской компании Naviera Armas совершал три рейса в неделю. Это было первое в истории паромное сообщение между атлантическим побережьем Марокко и Канарскими островами. Даже до открытия паромной линии началось оживление в экономике Тарфаи, связанное с ожиданием спроса на различные виды сервиса среди водителей грузовиков. Однако сообщение было приостановлено на неопределённое время после того, как 30 апреля 2008 года «Ассалама», совершив неудачный манёвр, затонула прямо у порта Тарфаи.

## Аэропосталь и Сент-Экзюпери
В 1927 году Аэропосталь начала использовать аэродром Мыс Хуби для промежуточных доставок при доставке почты на линии Париж-Дакар. Организация всей линии была поручена Дидье Дора (фр. Didier Daurat). А начальником службы в Вилья-Бенс стал будущий писатель Антуан де Сент-Экзюпери. Прожив здесь 18 месяцев, он провёл переговоры об освобождении пленённых туземцами пилотов Аэропосталь, а также написал свой первый роман «Южный почтовый» (название в другом переводе — «Почта на юг»). В память о писателе в Тарфае был открыт музей (28 сентября 2004 года) и установлен памятник.

## Галерея

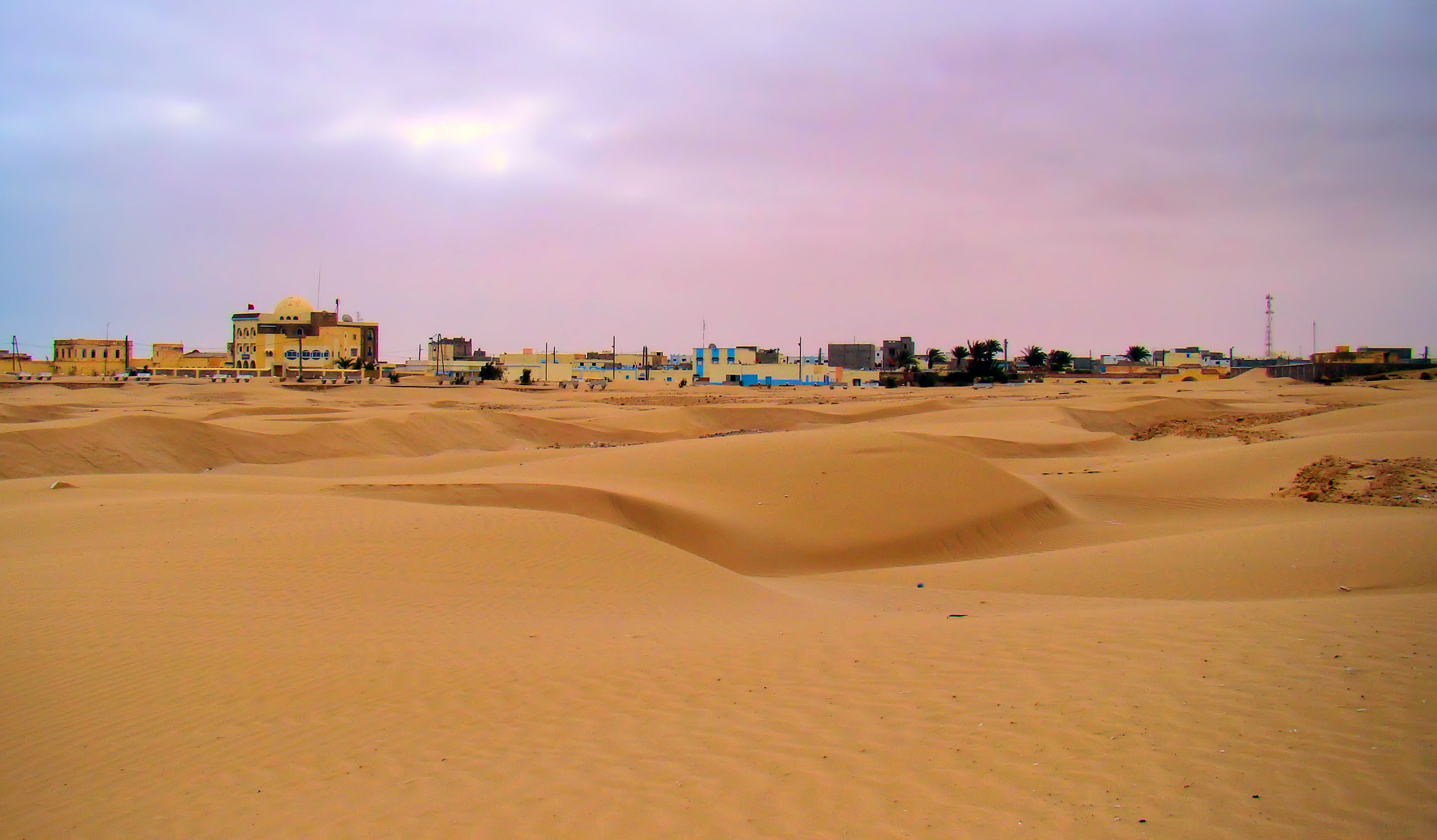
Вид на город
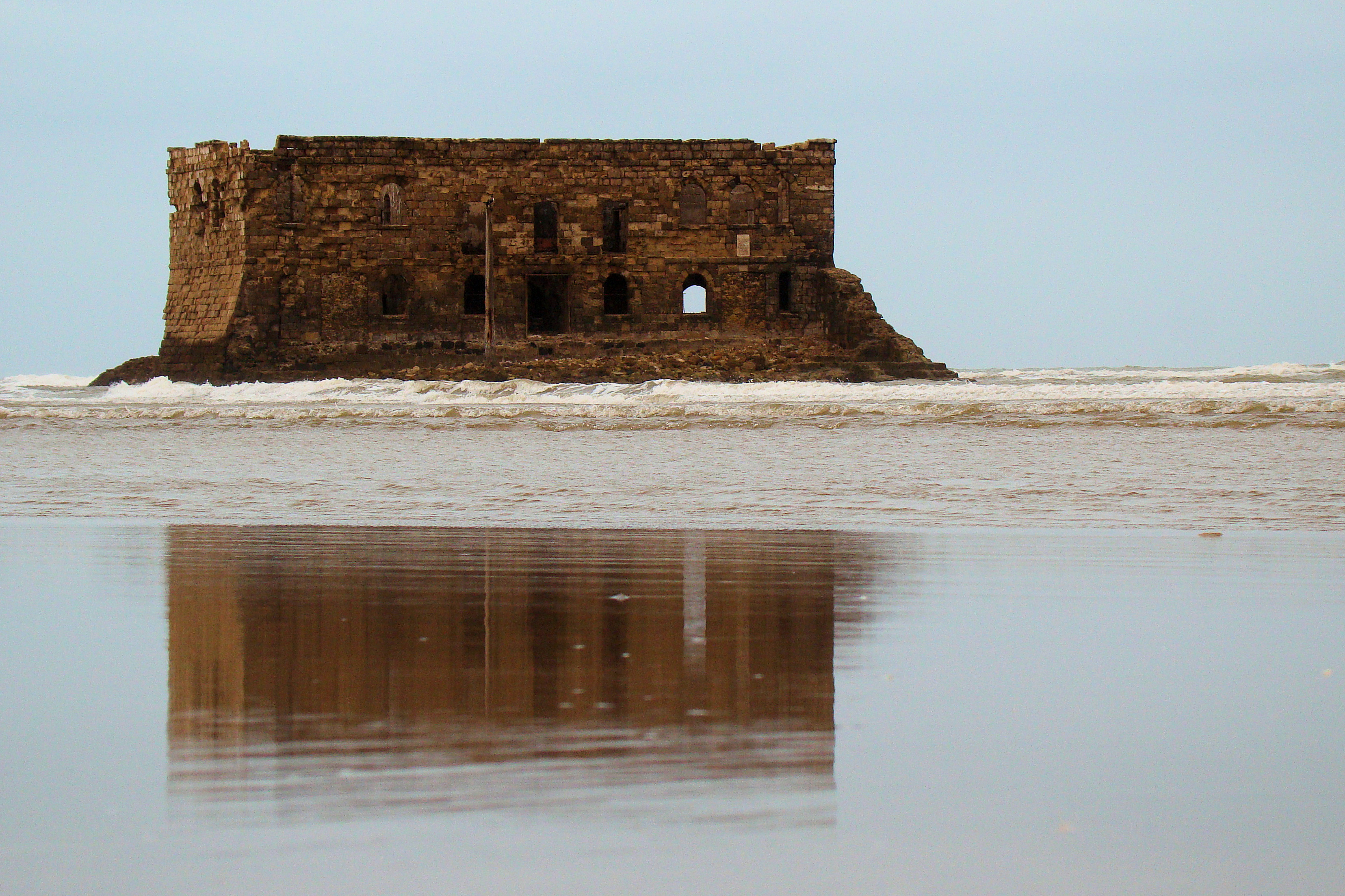
Остатки крепости Каса-Мар, построенной британцами в 1880-х годах
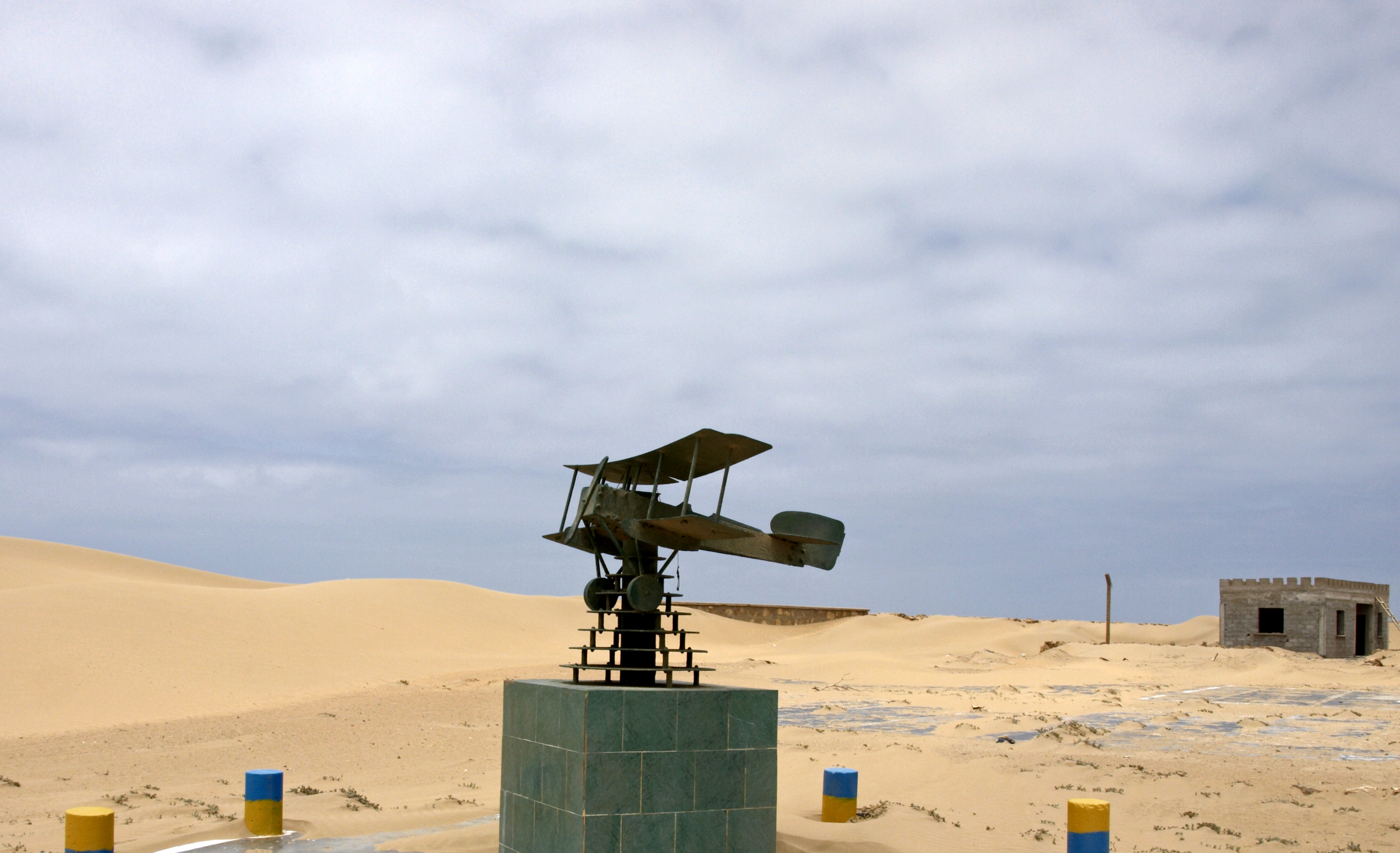
Памятник Сент-Экзюпери